# CEG Rio
CEG Rio foi uma empresa de distribuição de gás natural do interior do estado do Rio de Janeiro, sendo uma subsidiária da CEG. Em 2018, passou a se chamar de Naturgy Brasil.

## História
A CEG foi incluída no Programa Estadual de Privatização do Rio de Janeiro. Em janeiro de 1997, foi fundada uma nova estatal, a Riogás, com o objetivo de distribuir gás canalizado a 65 municípios do interior do estado do Rio de Janeiro.
Em 15 de julho de 1997, foi realizado o leilão da CEG e da Riogás na Bolsa de Valores do Rio de Janeiro pelo valor de R$ 622,1 milhões, para um período de concessão de 30 anos.
O controle da Riogás ficou dividido entre: Gás Natural SDG (25%); Enron Corporation representada por suas subsidiárias Ementhal (25%) e Borgogna (25%); e Petrobrás com (25%). Posteriormente, passou a se chamar CEG Rio.
Em 2009, o grupo se fundiu com a Unión Fenosa, dando origem ao Grupo Gás Natural Fenosa. Em 2011, ocorre a mudança da marca no Estado, passando a se chamar Gas Natural Fenosa. Em 2018, trocou novamente a marca e passou a chamar-se Naturgy.
A CEG Rio estava dividida entre Naturgy (59,59%) e Commit (37,41%).